# Antichrist (film)
Antichrist è un film horror del 2009 scritto e diretto da Lars von Trier e interpretato da Willem Dafoe e Charlotte Gainsbourg.
La pellicola è stata dedicata alla memoria del regista sovietico Andrej Tarkovskij.

## Trama
Prologo – Seattle. Sulle note di "Lascia ch'io pianga: prologo" tratto dal Rinaldo di Handel, Nic, il figlioletto di una coppia (i cui nomi non vengono mai detti) muore tragicamente cadendo da una finestra rimasta aperta, mentre loro stanno avendo un rapporto sessuale.
Capitolo uno: Lutto (Grief) – Dopo essere svenuta al funerale del figlio, la donna finisce in ospedale ma il marito, uno psicoterapeuta, decide di riportarla a casa perché, pur conscio che ciò non sia per nulla ortodosso, vuole aiutarla personalmente a superare il trauma. Scoperto che le paure recondite della moglie, che lo accusa di essere sempre assente perché non la ritiene interessante, sono legate alla natura, i due, allo scopo di fare una terapia d'esposizione, si ritirano nella loro baita nel bosco di Eden, dove lei aveva passato l'estate precedente con Nic per scrivere Gynocide, la sua tesi contro il femminicidio e la persecuzione delle donne identificate come streghe.
Capitolo due: Dolore. Regna il caos (Pain. Chaos Reigns) – Attraversato a fatica il bosco perché la donna sostiene che la natura sia la chiesa di Satana, la coppia raggiunge la baita. Qui l’uomo, dopo essersi ritrovato una mano piena di zecche e aver sognato una pioggia di ghiande (la moglie sostiene che le ghiande piangono quando cadono dalla quercia), "vede" una cerva con un feto non del tutto partorito e una volpe che si sta sventrando da sola e che gli dice «Il caos regna!», mentre la donna ricorda di aver iniziato ad aver paura di stare all’aperto dopo aver sentito un bambino che non era Nic piangere nel bosco e, così, riesce a superare la sua paura, senza però avere un riscontro positivo dal marito, che lei accusa di non essere in grado di gioire per lei.
Capitolo tre: Disperazione. Ginecidio (Despair. Gynocide) – Rovistando tra i documenti per la tesi della moglie (che passa dalla depressione all’ira alla lussuria), l’uomo scopre che aveva iniziato a credere che tutte le donne siano intrinsecamente malvagie e che metteva le scarpette al contrario al figlio (dall’autopsia di Nic è emersa una deformazione dei piedi) così, capito che la sua vera paura non è né la natura né Satana, bensì lei stessa, la affronta; è così che i due iniziano a litigare per poi finire a fare sesso violento ai piedi di una quercia morta, nelle cui radici i corpi di altri esseri umani si intrecciano fino a perdersi. Il giorno dopo, però, la donna, convinta che il marito voglia lasciarla, lo raggiunge nel capanno, lo tramortisce colpendolo con un ciocco di legno sul pene per poi masturbarlo e, infine, fargli un foro nella gamba con una mola e lasciarlo lì incatenato. Ripresosi, l'uomo, incapace di allentare il chiavistello, si nasconde alla base della quercia morta. Attirata da un corvo sepolto nel terreno, però, la donna lo trova, lo aggredisce con una pala e lo seppellisce.
Capitolo quattro: I Tre Mendicanti (The Three Beggars) – A notte fonda, la donna, piena di rimorsi, libera il marito e lo porta in casa; poi, in preda alla follia, si taglia la clitoride con un paio di forbici che poi usa per colpire il marito che, intanto, ha trovato una chiave inglese per aprire la mola e liberarsi la gamba. Più tardi, mentre sta grandinando (uno dei presunti "poteri" delle donne accusate di stregoneria), l'uomo riceve la visita dei famosi Tre Mendicanti: il corvo (simbolo del lutto), il cervo (simbolo del dolore) e la volpe (allegoria della disperazione), i cui nomi appaiono sulle statuette che, nel prologo, Nic getta a terra prima di cadere dalla finestra. In seguito l’uomo raggiunge e strangola la moglie, per poi bruciarne il cadavere su una pira, proprio lo strumento utilizzato per uccidere le streghe nel '600.

Epilogo: Nuovamente sulle note di "Lascia ch'io pianga: epilogo" dal Rinaldo di Handel, mentre i Tre Mendicanti lo guardano avvolti da una luce accecante, l'uomo zoppica fuori dalla casupola, raggiunge la cima di una collina e, sotto una luce brillante, vede con stupore centinaia di donne in abiti di varie epoche e con volti offuscati avanzare verso di lui. 

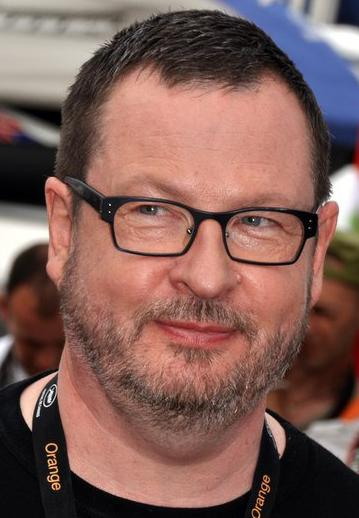
Il regista Lars von Trier durante la premiere del film al Festival di Cannes 2011

## Produzione

### Sviluppo
Il regista sviluppò l'idea del film nel 2006, durante un periodo di forte depressione. La produzione del film era originariamente prevista per il 2005, ma il suo produttore esecutivo Peter Aalbæk Jensen ha accidentalmente rivelato alcuni particolari della stesura iniziale che hanno fatto infuriare Von Trier e spinto lo stesso regista a ritardare l'inizio delle riprese per poter riscrivere la sceneggiatura.
Inoltre la pellicola costituisce il primo capitolo della cosiddetta Trilogia della Depressione (Depression Trilogy in lingua originale), diretta interamente da Von Trier e proseguita con Melancholia nel 2011 e Nymphomaniac nel 2013.
Il budget del film ammonta a 11 milioni di dollari.

### Cast

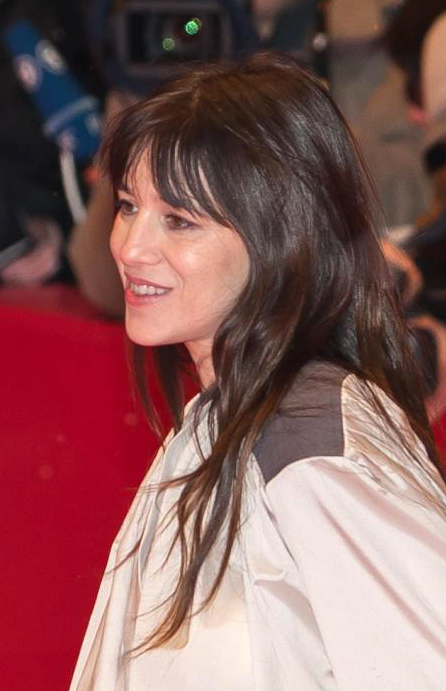
La protagonista femminile Charlotte Gainsbourg alla premiere di Antichrist al Festival di Berlino

Per il ruolo di "Lui", il regista ha scelto Willem Dafoe, nonostante sua moglie fosse scettica nel chiedere a un attore rinomato come Dafoe di fare un ruolo così estremo. Dafoe aveva già lavorato per Trier in Manderlay (2005). Dopo aver ricevuto la sceneggiatura di Antichrist, Willem ha accettato la parte, spiegando in seguito il perché: "Penso che le cose oscure, le cose non dette siano le più complesse e allo stesso tempo potenti per un attore. Sono le cose di cui non parliamo, quindi se hai l'opportunità di applicarti a quelle cose in modo giocoso e creativo, sì, ne sono attratto". Dafoe ha anche doppiato in lingua originale la volpe, che pronuncia solamente la frase "Il caos regna"; in post-produzione la sua voce è stata pesantemente manipolata, per donare una sfumatura più demoniaca alla volpe.
Invece, per quanto riguarda il ruolo di "Lei", inizialmente Trier aveva contattato l'attrice Eva Green la quale, secondo il regista, era determinata ad apparire in un suo film, ma i suoi agenti hanno alla fine rifiutato. Di conseguenza, Trier ha pensato a Charlotte Gainsbourg, poiché durante le audizioni, come ha raccontato: "Charlotte è entrata e ha detto: 'Muoio dalla voglia di ottenere la parte, non importa cosa accada'. Quindi penso che sia stata una decisione più che sensata, che alla fine si è rivelata persino migliore di quella iniziale con Eva Green. Non abbiamo avuto alcun problema". Inizialmente l'attrice era preoccupata per le sequenze più emozionanti del film, in particolare per quelle che riguardo agli attacchi di panico e l'ansia del suo personaggio, poiché non erano cose che ella aveva sperimentato prima. In seguito ha dichiarato di essersi invece trovata completamente a proprio agio, e di essere anche cresciuta come attrice e come persona.

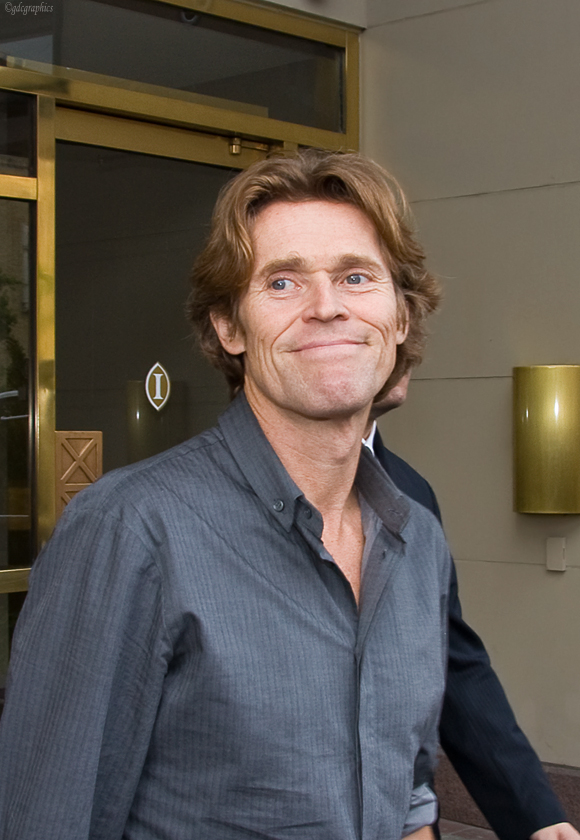
Il protagonista maschile Willem Dafoe alla premiere di Antichrist al Toronto International Film Festival

### Riprese
Le riprese si sono svolte in 40 giorni, dal 20 agosto alla fine di settembre 2008, nello stato federato tedesco Nord Reno-Vestfalia, nonché nella celebre foresta di Teutoburgo, per quanto riguarda tutte le scene ambientate nel bosco. Antichrist è il primo film di Von Trier girato interamente in Germania.

## Colonna sonora
Il brano di musica classica che fa da sfondo al prologo e all'epilogo del film è l'aria Lascia ch'io pianga di Georg Friedrich Händel, che costituisce anche il tema principale della colonna sonora del film, che è stata interamente pubblicata, dopo dieci anni dall'uscita del film, in vinile in edizione limitata, a partire dal 6 settembre 2019, dall'etichetta discografica inglese Cold Spring.

### Tracce
1. Kristian Eidnes Andersen - Introduzione - 1:32
2. George Frideric Handel - Lascia ch'io pianga - Prologo - 5:22
3. Kristian Eidnes Andersen - Treno - 0:35
4. Kristian Eidnes Andersen - Feto - 1:13
5. Kristian Eidnes Andersen - Attico - 1:32
6. George Frideric Handel - Lascia ch'io pianga - Epilogo - 2:33
7. Kristian Eidnes Andersen - Crediti Pt. 1 - 1:17
8. Kristian Eidnes Andersen - Crediti Pt. 2 - 1:23

## Distribuzione
Antichrist ha rappresentato "lo scandalo del Festival di Cannes 2011", durante il quale è stato presentato in anteprima mondiale come film in concorso. Addirittura è stato descritto, dalla rivista The Telegraph, come "il film più scioccante della storia del Festival".

### Divieti
Il film, per le molteplici e complesse scene di sesso e violenza, è stato, in diverse parti del mondo, permesso solo a determinate fasce d'età: in Italia, come in Irlanda, Regno Unito e molti dei restanti Stati dell'Europa, il film è stato vietato ai minori di 18 anni, mentre in Francia il divieto è stato imposto, però soltanto dopo 7 anni dopo l'uscita nelle sale cinematografiche, ai minori di 16 anni.

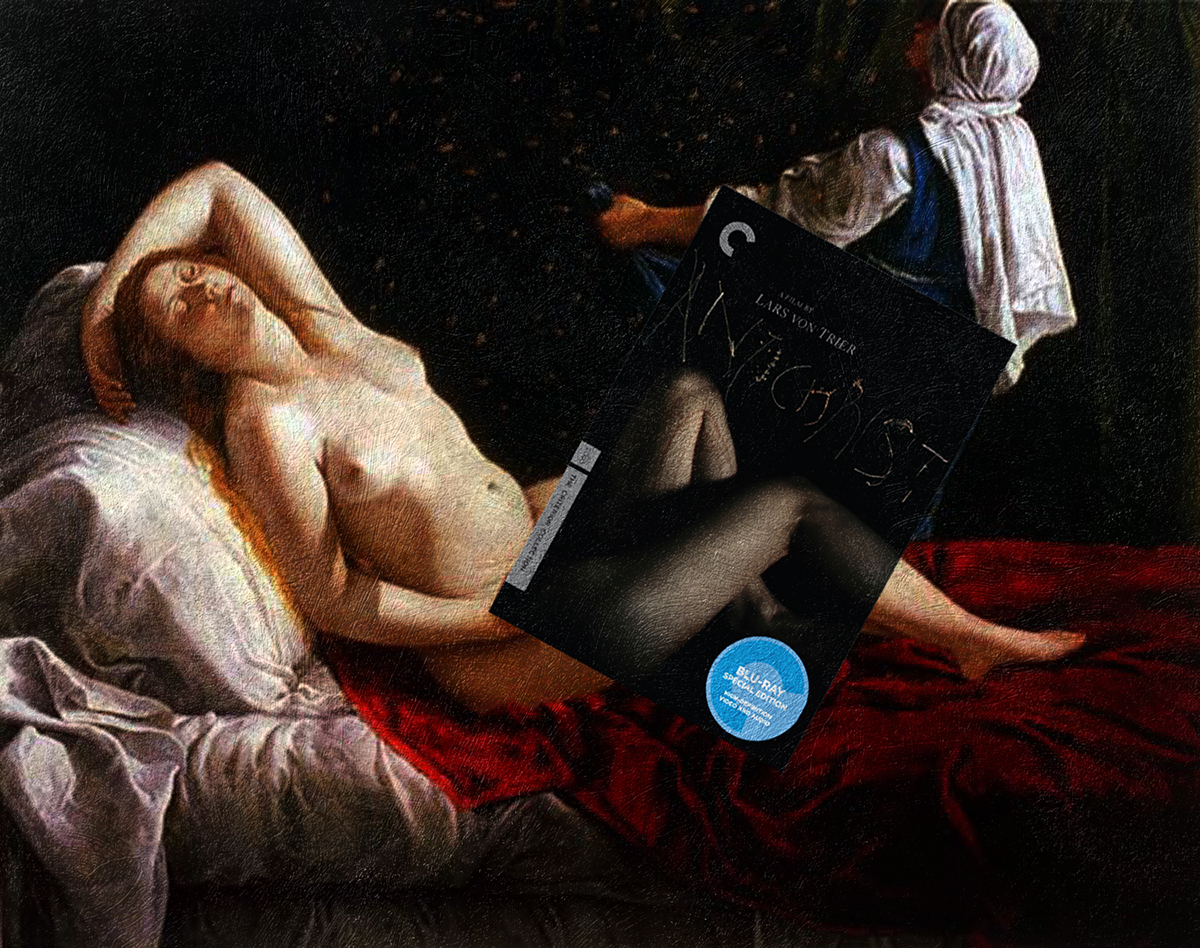
Opera realizzata dal graphic designer Eisen Bernardo, che unisce la copertina di Antichrist con la Danae di Artemisia Gentileschi

## Accoglienza

### Incassi
Il film, che ha ricevuto recensioni contrastanti da parte di critica e pubblico, si è rivelato un flop al botteghino negli Stati Uniti, dove ha guadagnato soltanto 397.070 dollari esatti. Paradossalmente il film ha ricevuto un incasso maggiore in Italia, pari a 512.872 €.

### Critica
Sul sito web Rotten Tomatoes, il film riceve il 54% delle recensioni professionali positive, con un voto medio di 5.5 su 10, basato su 159 recensioni; il consenso critico del sito descrive il film come: "Raccapricciante, esplicito e molto controverso; l'horror d'autore di Lars von Trier, sebbene girato magnificamente, non è facile da guardare".
Invece su Metacritic il film ha un punteggio medio di 49 su 100 sulla base di 34 recensioni; mentre su Variety è scritta la recensione: "Il regista insegue i demoni personali di danni fisici sessuali, religiosi ed esoterici, così come i sentimenti per le donne che devono essere di conforto per coloro che sono più vicini a loro… Viaggiando in profondità, questo potrebbe rivelarsi un ottimo film di appuntamenti per le coppie del dolore."

### Analisi
Il film si sviluppa attorno a due soli attori (Willem Dafoe e Charlotte Gainsbourg). Nel film, in cui compaiono suggestioni di film horror ed erotici, si accavallano aspetti simbolici psicoanalitici, filosofici e onirici tesi a descrivere il lungo periodo di depressione vissuto dal regista.
Inoltre, secondo alcune interpretazioni, le figure dei tre animali che compaiono nel film (la volpe, il corvo e il cervo) hanno un significato allegorico che può essere rintracciato nei bestiari medioevali:
1. La volpe: rappresenta la lussuria; in conseguenza di ciò, la tana della volpe simboleggia l'utero.
2. Il corvo: si riferisce tanto alla morte del figlio della coppia, quanto alla dinamica della relazione stessa. Per quanto riguarda il primo aspetto: i cuccioli di corvo, non avendo ancora il tipico piumaggio nero, spesso non vengono riconosciuti dai loro genitori e per questo abbandonati. Per quanto riguarda il secondo: il corvo viene spesso descritto come un animale che si nutre delle carcasse, a partire dagli occhi; diventa così la metafora dell'amore che prima inganna gli occhi e s'insedia nella mente e nel cuore degli amanti.
3. Il cervo: secondo la simbologia cristiana, il cervo viene spesso considerato la rappresentazione di Cristo contrapposta a quella di Satana. Nella mitologia nordica, invece, i cervi rappresentano dee o fate maligne, che attirano i cacciatori in luoghi isolati per ucciderli o trasformarli a loro volta in cervi.[19]

## Riconoscimenti
- 2009 – Festival di Cannes[20]
  - Prix d'interprétation féminine a Charlotte Gainsbourg
- 2009 – Nordic Council Film Prize
- 2010 – Premio Robert
  - Miglior film
  - Miglior regista
  - Miglior sceneggiatura
  - Miglior fotografia
  - Miglior montaggio
  - Miglior sonoro
  - Migliori effetti speciali[21]

## Videogioco
Un articolo del giugno 2009 del quotidiano danese Politiken parlava del fatto che fosse in lavorazione un videogioco chiamato Eden, basato proprio sul film. Sarebbe dovuto iniziare dal punto in cui finiva il film, ma già a partire dal 2011, Zentropa Games, l'azienda che aveva lanciato il progetto, ha cessato l'attività ed Eden è stato cancellato.